# Paullinia granatensis
Paullinia granatensis är en kinesträdsväxtart som först beskrevs av Planch. & Linden, och fick sitt nu gällande namn av Ludwig Radlkofer. Paullinia granatensis ingår i släktet Paullinia och familjen kinesträdsväxter. Inga underarter finns listade i Catalogue of Life.